# Anti-Drug Abuse Act de 1986
Lire en ligne

Texte complet

Le Anti-Drug Abuse Act de 1986 est une loi de la War on Drugs adoptée par le Congrès des États-Unis. Elle interdit la consommation des nouveaux produits de synthèse et promulgue des peines planchers pour les condamnations liées à la drogue. La peine pour la possession de 5 grammes de cocaïne pure est fixée à 5 ans. 